# Nouvelle-Église
Nouvelle-Église é uma comuna francesa na região administrativa de Altos da França, no departamento de Pas-de-Calais. Estende-se por uma área de 9,07 km². Em 2010 a comuna tinha 696 habitantes (densidade: 76,7 hab./km²).